# Suspense
La suspense ( /səˈspɛns/, pronuncia francese: /sys.pɑ̃/) è un particolare sentimento di incertezza e ansietà con cui si segue l’evolversi di situazioni ricche di drammaticità e dall'esito incerto, molto spesso riferito alle percezioni del pubblico, in opere narrative, teatrali o cinematografiche.

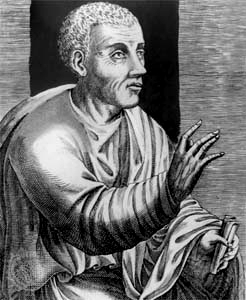
Marco Fabio Quintiliano

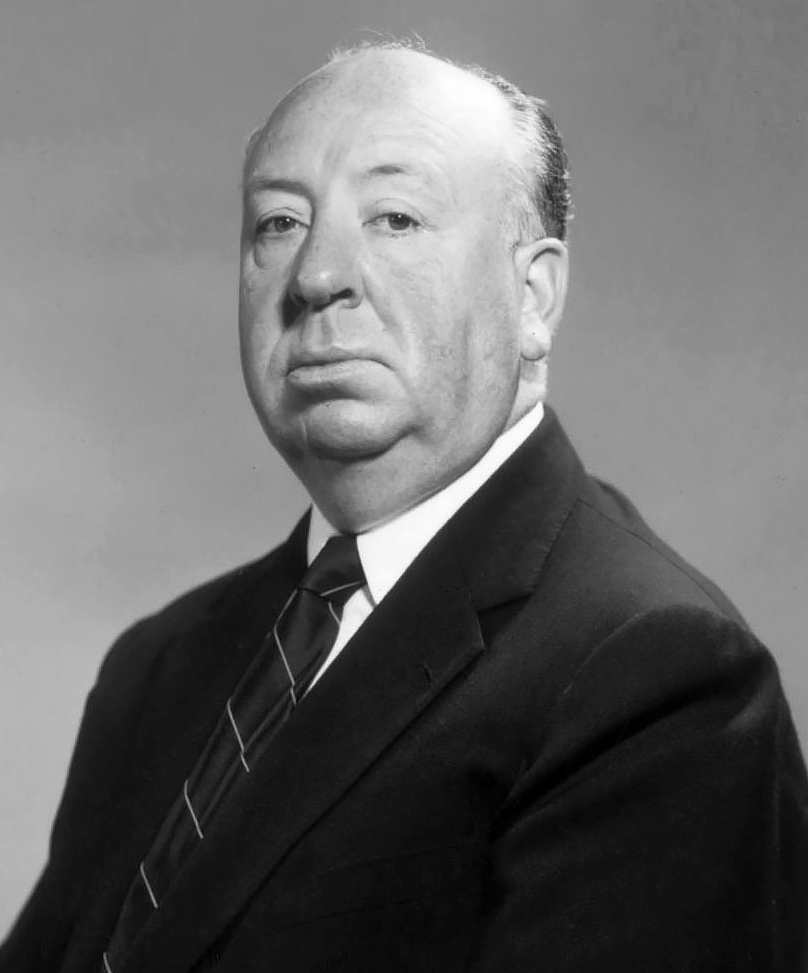
Il regista inglese Alfred Hitchcock

## Etimologia
Stefano Calabrese osserva come già Quintiliano, un retore latino del I secolo d.C., sottolineasse l’importanza, nella scrittura, di tenere avvinto l’interesse del lettore con digressioni artificiose e intrecci originali con l'espressione «tenere animos suspensos». Da «Suspensum», participio passato neutro latino del verbo «suspendĕre» (sospendere), è derivato l'aggettivo francese «suspens». Nel XIX secolo, con il diffondersi della letteratura poliziesca e noir in Francia e nei paesi di lingua inglese, la suspense assunse centralità in letteratura e il francese «suspens» è entrato nella lingua inglese come «suspense», e dalla lingua inglese è poi migrato nelle altre lingue, comprese l'italiano e lo stesso francese, come anglicismo.

## Caratteristiche
La suspense fa leva sulla tensione e l'empatia tra il pubblico e il personaggio. È legata alla focalizzazione, ossia al punto di vista che il narratore assume di fronte ai fatti narrati o ai personaggi.
In una famosa intervista Alfred Hitchcock dichiarò a François Truffaut che l’effetto ansiogeno viene provocato ad arte dal regista in base alla quantità di informazione fornita allo spettatore rispetto ai protagonisti del film. In base a tali informazioni, l'immaginazione dello spettatore opera delle previsioni sul futuro della trama, altera cioè la fabula, la costruzione temporale della narrazione, producendo con ciò la suspense. Si distingue una suspense «diretta», allorché il lettore/spettatore sia all’oscuro di qualsiasi informazione e quindi preda di ansia totale, da una suspense «condivisa», allorché il lettore/spettatore possieda le stesse informazioni del protagonista, col quale potrà quindi identificarsi. Gli scienziati affermano che l’attività predittiva provochi nel cervello il rilascio del neurotrasmettitore dopamina, suscitandoci un senso di benessere ogni volta le previsioni si rivelino vere.
Ecco come definì Hitchcock la suspense durante una sua intervista con Truffaut:
(François Truffaut, Il cinema secondo Hitchcock, traduzione di Giuseppe Ferrari e Francesco Pititto, Milano, Il Saggiatore, 2014, pp. 60-61)
La suspense è uno strumento narrativo tipico del giallo e in particolare del genere thriller, ma anche dell'horror. Alfred Hitchcock tuttavia affermava che per lui raramente il mistero creava suspense. L'avvenimento narrativo che scioglie la tensione generata dalla suspense è la risoluzione del mistero, che di solito avviene in maniera totalmente razionale, senza dettagli in sospeso o nodi da sciogliere.
Sia nella letteratura, sia nel cinema, la suspense viene costruita nel corso della narrazione, sino a raggiungere la cosiddetta Spannung, grazie agli accorgimenti tipici del genere: l'accavallamento di più trame, personaggi che operano nell'ombra o, nel caso del cinema, i temi musicali ad effetto, le scene al rallentatore e i cliffhanger: Alfred Hitchcock, maestro del thriller, ha introdotto l'espediente del MacGuffin che oltre a dare dinamicità alla trama, genera nello spettatore una certa dose di suspense.